# Саломатин, Алексей Юрьевич
Алексей Юрьевич Саломатин (20 января 1957, Пенза, Пензенская область, РСФСР, СССР) – советский  и российский ученый в области государства и права. Юрист, политолог и историк. Доктор юридических наук (2004), доктор исторических наук (1997), профессор. Член-корреспондент Международной академии Сравнительного права (International Academy of Comparative Law). 
Председатель Пензенского регионального отделения Ассоциации европейских исследований.  Председатель Пензенского отделения Российской ассоциации политической науки. Заведующий кафедрой «Теория государства и права и политология» Пензенского государственного университета. 
Специалист в области теории государства и права, сравнительного правоведения.  

## Биография
Родился 20 января 1957 года в г. Пензе. Окончил среднюю школу № 28 г. Пензы с золотой медалью. Окончил Московский государственный университет им. М.В. Ломоносова (1979) и Саратовскую государственную академию права (1995) по специальности «Юриспруденция».
В Пензенском государственном университета работает с 1983 года на кафедре «Социология» (1983—1988).
В 1982 году защитил диссертацию «Кризис демократической партии США в середине 90-х гг. XIX в. (1892—1896)» на соискание степени кандидата исторических наук, в 1997 г. — докторскую диссертацию «Формирование индустриального общества в США, последняя треть XIX века» по историческим наукам. В 2004 году в Пензенском университете успешно защитил диссертацию на соискание ученой степени доктора юридических наук по теме «Модернизация государства и права в США (конец XVIII—XIX вв.)».
В 1998 году организовал и возглавил в Пензенском университете кафедру «Политология и основы права» (ныне — кафедра «Теория государства и права и политология»). С 2004 по 2006 год работал деканом юридического факультета ПГУ.

## Научная деятельность
Создатель и руководитель научно-педагогической школы ПГУ «Модернизационные и постмодернизационные процессы в сфере политики, права и экономики» (1998). Основными научными направлениями школы являются:
- теория модернизационных и постмодернизационных процессов;
- сравнительное государствоведение;
- сравнительное правоведение;
- сравнительная политология.

Занимается углубленными научными исследованиями по истории США, по политическим и правовым системам Евросоюза. 
Разработал технологическую концепцию модернизационных и постмодернизационных процессов. 
Главный редактор журнала «Сравнительные правовые и политические исследования».

## Избранные публикации
Книги
- Малько А. В., Саломатин А. Ю. Сравнительное правоведение. Учебно-методический комплекс. — М.: НОРМА, 2008. 352 с.
- Salomatin A. Yu. Russian Way to modernization. — Penza, 2014. — 76 p.
- Malko A., Salomatin A. Vergleichtspoliic als day wichtigste instrument der rechlichen Reformen. — Trier: Institut fur Rechtspolitik, 2014. — 20 p.
- Саломатин А. Ю. Президентская власть в США и её представители (сравнительные политологические и конституциионно-правовые очерки). — М.: ИНФРА-M, 2015. — 239 с.
- Саломатин А. Ю. Всемирная история государства и государственного управления. — М.: ИНФРА-М, 2015. — 280 с.
- Саломатин, А. Ю. История государства и права зарубежныых стран: учеб. пособие. — М.: Норма, 2015. — 344 с.
- Саломатин А. Ю., Наквакина Е. В. Россия в мировой политике: экспериментальное учебное пособие. — Пенза, 2015. — 124 с.
- Salomatin A., Malko A. Legal systems of the contemporary world. — M: A-project, 2016. — 149 p.
- Саломатин А. Ю., Гуляков А. Д., Сиушкин А. Е. Современное государство (государственное регулирование социальной сферы и трудовых отношений в постмодернизирующемся обществе). Пенза, 2018. — 88 с.
- Саломатин А. Ю., Малько А. В. Стратегия развития правосудия в условиях глобализации. — М.: ИЦ РИОР, 2019. — 227 с.
- Саломатин А. Ю., Макеева Н. В., Наквакина Е. В. и др. Этнический федерализм: энциклопедический иллюстрированный словарь. — М.: РИОР, 2020. — 302 с. ISBN 978-5-369-02036-4.
- Саломатин А. Ю. Византийская империя: историко-государствоведческие очерки. — М.: Проспект, 2020. — 144 с.

Статьи
- Salomatin A. Yu. Unified Political of Comporative haw its a Science and Instructional Discipline // Foundations of Comparative Law. Methods and Typologies. Ed. by W.E. Butler and O.V. Kresin and Iu.S. Shemshuchenko. London, 2011. 354 p.
- Саломатин А. Ю. Общественное мнение как индикатор кризисных явлений в Евросоюзе // Современная Европа. 2017. № 3 (75). С. 115—121.
- Саломатин А. Ю., Сеидов Ш. Г. Этнический фактор в развитии федерации (политолого-государствоведческий очерк на примере США, Канады, России) // Многосоставные государства: опыт и перспективы развития: сборник материалов всероссийской научно-практической конференции. — Пенза, 2019. — С. 64-69.

## Награды
- Почётный работник высшего профессионального образования Российской Федерации;
- Почетная грамота Губернатора Пензенской области (2024).